# 하나님 나라 (기독교)

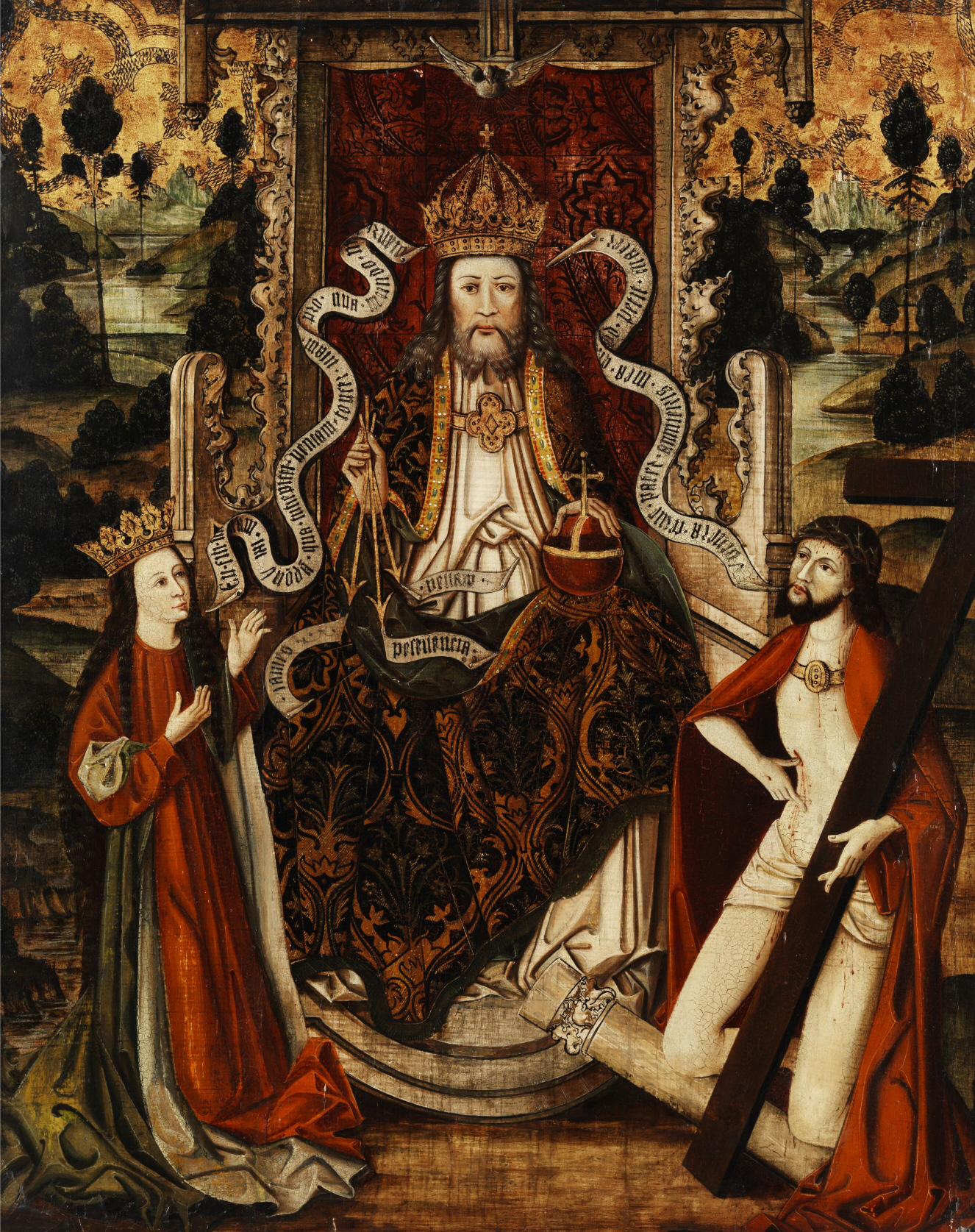
왕관을 쓴 성부, 15세기 독일 웨스트팔리아 지역

기독교에서 하나님 나라(βασιλεία τοῦ Θεοῦ, Kingdom of God in Christianity)라는 단어는 구약성경에 나타나지 않지만 신약성경에서 예수의 가르침들 가운데 중요한 개념이다. 요한복음과 바울서신에서 매우 중요한 사상이다. 이 사상은 구약성경에서 시작하여, 하나님과 인간의 관계를 보여주는 기독교적인 특징으로 하나님의 통치 개념을 포함하고 있다. 구약은 모든 사람들의 심판자 하나님이라고 언급하며, 모든 인간들은 궁극적으로 심판을 받을 것이다라는 개념은 기독교 가르침 가운데서 매우 중요한 요소이다. 신약성경의 많은 본문들로 작성된 니케아 신경은 심판의 임무가 예수에게 부여된 것으로 보여준다.

## 같이 보기
- 묵시
- 하나님의 임재
- 천상의 모후
- 레프 톨스토이